# Lángoló agy
A Lángoló agy (eredeti cím: Brain on Fire) 2016-ban bemutatott amerikai–kanadai–ír életrajzi filmdráma, amelyet Gerard Barrett írt és rendezett.
A főbb szerepekben Chloë Grace Moretz, Jenny Slate, Thomas Mann, Tyler Perry, Carrie-Anne Moss és Richard Armitage látható. A tévéfilm gyártója a Denver and Delilah Productions, Foundation Features és a Broad Green Pictures, forgalmazója a Netflix.
Az Amerikai Egyesült Államokban 2016. szeptember 14-én mutatták be a Torontói Nemzetközi Filmfesztiválon, majd 2018. június 22-én került fel a Netflix-re.

## Szereplők
| Szereplő          | Színész            | Magyar hang     |
| ----------------- | ------------------ | --------------- |
| Susannah Cahalan  | Chloë Grace Moretz | Csifó Dorina    |
| Margo             | Jenny Slate        | Szilágyi Csenge |
| Stephen Grywalski | Thomas Mann        | Baráth István   |
| Richard           | Tyler Perry        | Zöld Csaba      |
| Rhona Nack        | Carrie-Anne Moss   | Vándor Éva      |
| Tom Cahalan       | Richard Armitage   | Kárpáti Levente |
| Dr. Najjar        | Navid Negahban     | Jakab Csaba     |
| Allen             | Alex Zahara        | Czvetkó Sándor  |
| Giselle           | Jenn MacLean-Angus | Kökényessy Ági  |
| Dr. Ryan          | Robert Moloney     | Dózsa Zoltán    |
| Dr. Khan          | Agam Darshi        | Madarász Éva    |
| Dr. Samson        | Vincent Gale       | Rosta Sándor    |
| Dr. Han           | Daniel Bacon       | Tarján Péter    |